# Amoxapină
Amoxapina (cu denumirea comercială Asendin, printre altele) este un medicament antidepresiv tetraciclic, fiind utilizat în tratamentul depresiei majore. Calea de administrare disponibilă este cea orală. Este metabolitul N-demetilat al antipsihoticului loxapină, fapt pentru care se comportă și ca un antipsihotic atipic.